# Manoir du Vauberger
Le manoir du Vauberger est un manoir construit au XVe siècle situé à Saint-Denis-du-Maine en Mayenne situé route de Saint-Georges-le-Fléchard. L'édifice est accompagné de douves et d'un oratoire. 
La terre et seigneurie de Vauberger s'étendait dans les paroisses de Saint-Denis-du-Maine et de la Bazouge-de-Chemeré. Il relevait à foi et hommage de la chatellenie de Saint-Denis, mais pour moitié seulement, l'autre moitié se trouvant sous la suzeraineté de Chemeré. 

## Histoire

### Seigneurs

#### Famille de Grazay
On trouve comme seigneur de Vauberger Jehan de Grazay, qui vivait en 1367 et avait fondé une chapelle « en son habergement de Vauberger ». Il a pour successeur son fils Guillaume de Grazay, qui était, en 1389, seigneur de Vauberger. Il avait pour femme Guillemette d'Arquenay. Veuve dès 1391, celle-ci fit en 1395, comme bail et garde noble de ses enfants mineurs, foi et hommage à Guillaume II de Brée, seigneur de Saint-Denis-du-Maine, pour sa terre et seigneurie de Vauberger.
En 1412, Jehan de Grazay, fils de Guillaume et de Guillemette d'Arquenay, devient seigneur de Vauberger et rend en cette qualité aveu à la seigneurie de Saint-Denis-du-Maine. Il avait épousé Valence de Maimbier. Il combat les Anglais lors de la guerre de Cent Ans et est pendant quelque temps leur prisonnier. Il revenait d'être remis en liberté quand, en 1434, il se fait donner un sauf-conduit par l'autorité anglaise.

#### Famille Ferrand
La terre de Vauberger passe, vers le milieu du XVe siècle, par alliance très probablement, aux Ferrand. 
En 1452, la femme et hoirs feu Guillaume Ferrand étaient vassaux de la dame de Laval, au regard de la châtellenie de Meslay, pour les terres de la Chesnaye, en Saint-Denis-du-Maine, voisines et dépendantes du Vauberger. Il est possible que Guillaume Ferrand avait épousé une fille de Jehan de Grazay et qu'il est devenu ainsi seigneur de Vauberger. 
Jehan Ferrand possédait, à partir de 1470, la terre dont il est qualifié seigneur dans plusieurs actes. Veuf en premières noces de Catherine Baraton, fille de Jehan Baraton, chevalier, seigneur de Varennes-Bourreau, et de Guillemine Coisnon, il s'était remarié avant 1477 avec Jehanne de Vassé, qui lui avait apporté en mariage la terre de Sourches.

##### Robert Ferrand
De son premier mariage il avait eu un fils, Robert Ferrand, qui lui succède comme seigneur de Vauberger. En 1493, « Robert Ferrand, écuyer », est cité comme vassal dans l'aveu du seigneur des Touches à Bazougers, « pour son lieu du Pressoir, sis près le bourg de Saint- Denis-du-Maine». En 1513, on le trouve encore achetant de « François de Launay, marchand, demeurant aux fauxbourgs du Pont-de-Mayenne, près Laval », et de « Guyonne Boudé, son épouse, » la dix-huitième partie par indivis du lieu des Nos, situé en la paroisse de Saint-Denis-du-Maine. Dans ce dernier acte, il est qualifié « chevalier, seigneur de Vauberger ». 
Robert Ferrand faisait en ces années-là partie de la compagnie d'ordonnance de « Monsieur de la Trémoille », en garnison à Auxonne, et où il servait comme homme d'armes. En 1518, nous le retrouvons au château de Comper, assistant comme témoin au contrat de mariage de Claude de Rieux avec Catherine de Laval, fille aînée de Guy XVI de Laval. Plus tard, il est chevalier de l'ordre de Saint-Michel. Il avait épousé dans les premières années du XVIe siècle, Renée de la Saugère, fille aînée de Pierre de la Saugère, seigneur dudit lieu en Châtres, près d'Évron, des Pins, de Gaultret, et autres lieux au Maine et en Anjou, et de Jehanne du Chesne, dame de Parneau. Celle-ci, veuve dès l'année 1548. Elle fonde en 1554 une chapelle dans son manoir de la Saugère, où elle s'était retirée après la mort de son mari. Fort âgée, elle meurt dans les années suivantes.

#### Famille de la Hune
Cependant, Robert Ferrand n'ayant pas eu d'enfants de son union avec Renée de la Saugère, avait eu comme héritiers les enfants issus du mariage de sa sœur Jehaune avec Jehan de la Hune : Girard, François et Anne, femme d'Emar d'Aubigné. 
Girard du la Hune eut, en qualité d'aîné, la terre de Vauberger, et, à ce titre, présenta en octobre 1559 à la chapelle de Vauberger, desservie au manoir du même nom, paroisse de Saint-Denis-du-Maine, son propre frère, messire François de la Hune, doyen de Saint-Lô qui ne tarda pas à prendre possession de son bénéfice, mais pour le résigner deux ans après. Le successeur de Guillaume Ferrand se qualifiait « seigneur dudit lieu de Vauberger et de Landeronde, chevalier, et l'un des cent gentilshommes de la maison du roi».
Girard de la Hune habitait en Anjou le manoir de Landeronde en la paroisse de Bécon. Mort avant 1563, il avait laissé cette terre ainsi que celle de Vauberger a son fils aîné, François de la Hune, époux de Marie de la Trémoïlle et mort lui-même avant 1575, laissant un fils mineur, François, qui avait été baptisé en 1587, dans l'église de Bécon. Celui-ci avait pour curateur son oncle Jehan de la Hune, écuyer qui, vers la fin de l'année 1575, présenta au nom dudit François de la Hune, seigneur de Vauberger, à la chapelle de Vauberger, maître Pierre Bonechère, clerc.
En 1584, François de la Hune était toujours mineur mais son curateur était alors noble Jacques de la Hune, seigneur du Bignon, qui, en cette qualité, présenta le 1er décembre de cette année-là, à la chapelle de Vauberger, maître Pierre Leterme, prêtre, du diocèse du Mans.
À l'époque dont il s'agit, les affaires des de la Hune étaient très embrouillées déjà en 1579, la terre de Landeronde, en Anjou, avait été saisie et vendue à la requête de François II Fouquet, marchand, sieur de la Haranchère et l'on voit par un arrêt du Parlement, rendu en avril 1585, que d'autres créanciers poursuivaient de leur côté les criées de la terre de Vauberger a laquelle des commissaires avaient été établis. À ces derniers créanciers vint se joindre, en 1588, Jehanne de la Houssardière, veuve de Guillaume de Quatrebarbes, laquelle, comme dame de la châtellenie de Saint-Denis-du-Maine, prétendait que, par le décès de Jehan de la Hune, tué l'année précédente à la bataille de Coutras, il y avait ouverture du fief de Vauberger en sa faveur, et en conséquence en réclamait les fruits.
Tout cela n'empêchait pas les de la Hune de continuer à en qualité de seigneurs de la terre de Vauberger. En effet, à la date du 6 septembre 1590, l'évêque du Mans, Claude d'Angennes, confère la chapelle de Vauberger à maître Christophe Gouault, que lui présente noble Jacques de la Hune, devenu par suite de la mort de son neveu François et de son frère Jehan, seigneur propriétaire de la terre dont il s'agit. Ce dernier vint lui-même à décéder en août 1591.

#### Famille Fouquet

D'argent à l'écureuil rampant de gueules, armes des Fouquet

Aussitôt, François II Fouquet, seigneur des Haranchères, aïeul et tuteur de François IV Fouquet, fils mineur de feu François III Fouquet, conseiller du roi, s'empresse, pour affirmer sans doute les droits de créancier de son petit-fils sur la terre de Vauberger, d'y présenter comme chapelain un de ses parents, maître Christophe Fouquet, clerc d'Angers (1er septembre) mais presque en même temps, Mgr Simon de Maillé, archevêque de Tours, confère le bénéfice en question à maître Guillaume Trouillard.
Le 20 juillet 1592, Jean Gault, créancier de feu Jean de la Hune, dénonce au Parlement de Tours le décret qui a octroyé à François Fouquet Vauberger

#### Famille des Rotours
En 1592, la dame du Coudray, Radegonde des Rotours, se fait adjuger la terre, fief et seigneurie de Vauberger. C'est ainsi qu'elle devint dame de Vauberger, et qu'en 1598 elle présenta en cette qualité à l'évêque du Mans, comme chapelain, maître Jehan Lemarié, prêtre. 
En novembre 1603, « Monsieur de la Fouillée » et « Madame son épouse » accordèrent à « noble Jacques de la Lande et à demoiselle Françoise Le Roy, son épouse », la permission de faire inhumer leur fille, Christophlette, en la chapelle de Vauberger, desservie en l'église de Saint-Denis-du-Maine.

#### Famille de Sévigné
En 1627, à l'occasion du mariage de sa fille Gabrielle du Bellay avec Renaud de Sévigné, seigneur de Monmoron, Radegonde des Rotours avait donné à celle-ci en avancement d'hoirie la maison et terre seigneuriale de Vauberger, situées en la paroisse de Saint-Denis-du-Maine, avecq la mestairie du Boullay et partie de celle de la Dorbellière.
En 1636, « maitre François Buchau, prêtre, demeurant à la Bazouge », était « chapelain de la chapellede Vauberger, desservie en l'église de Saint-Denis-du-Maine ». En 1644, ce même chapelain donna à bail « le lieu et métairie de Vauveron, dépendant du temporel de ladite chapelle de Vauberger ».
En janvier 1653, Gabrielle du Bellay, à peine âgée de cinquante ans, décède. Elle repose à sa demande après sa mort auprès de son aïeul Robert des Rotours devant le maître-autel de l'église de la Bazouge.
En 1654, « M. René de Sévigné, clerc du diocèse de Rennes, maitre ès arts en la faculté de Paris, prieur de Beauchesne, chanoine de la cathédrale de Rennes, » fut présenté à l'évêque du Mans par son père, « messire Renaud de Sévigné, seigneur de Monmoron, conseiller doyen au Parlement de Bretagne et seigneur de Vauberger », et agréé comme bénéficiaire de la chapelle de Vauveron et Vauberger, vacante par la mort de maître Colas de Sévigné.
En 1665, l'abbé de Sévigné permuta le bénéfice en question avec « maître Mathieu de Montreuil, sous-diacre de Paris, chapelain du Crucifix de Sainte-Marie de la Cité, en l'église de Monseigneur Saint-Georges de Rennes, et de la chapelle du Poutreau, à l'autel de sainte Catherine en l'église de Lassy, diocèse de Saint-Malo » Ce dernier mourut en 1692, et eut pour successeur maître François Raison, curé de la Cropte, qui fut lui-même remplacé, en 1697, par son neveu, maître Georges Raison.
En 1671, Henri III de La Trémoille rend au roi Louis XIV son aveu pour le Comté de Laval ; parmi les principaux vassaux énumérés, on trouve messire René-François de Sévigné, seigneur de Chemeré. René-François de Sévigné semble avoir été parmi les seigneurs violents et impolitiques de l'époque.
Dans le testament de son demi-frère René-François, il est indiqué comme « presque toujours en mer pour le service et sur les vaisseaux du Roy ». Christophe-Jacques de Sévigné et Jacques-Christophe de Sévigné héritent de ce dernier du château du Coudray, et Vauberger. 
En 1700, à la suite de la mort de Jacques-Christophe de Sévigné, Christophe-Jacques continue à la posséder indivisément avec sa nièce Marie-Charlotte de Sévigné qui, en sa qualité de fille unique du défunt, avait succédé aux droits de celui-ci. 
En 1715, lors de la vente par décret aux requêtes de l'hôtel, sur Christophe-Jacques de Sévigné, de la terre du Coudray, Marie-Charlotte de Sévigné, nièce de celui-ci et femme de messire Toussaint Le Bihan, chevalier, seigneur de Pennelé, avait obtenu distraction à son profit de la terre de Vauberger ainsi que des métairies de la Chesnave et du Boullay. Ces terres continuèrent donc à être possédées par l'arrière-petite-fille de Radegonde des Rotours, tandis que celle du Coudray, réunie à la châtellenie de Saint-Denis-du-Maine, passait aux mains des Guillaud de la Motte.
En 1724, Georges Raison, curé de la Cropte et chapelain de la chapelle de Vauberger, étant venu à mourir, Toussaint Le Bihan, chevalier, seigneur de Pennelé, époux de Marie-Charlotte de Sévigné, présenta au bénéfice vacant maître Guillaume Pelliet, prêtre, de l'évêché de Cornouaille, qui, avant de prendre possession, fit le serment de condamner les cinq propositions de Jansénius, et ce par acte passé au château de Pennelé, paroisse Saint-Martin, près de Morlaix, en l'évêché de Léon.
La même année, la dame de Pennelé, « autorisée au refus de son mari, par arrest de Nosseigneurs du Parlement, à la poursuite de ses droits », rendit aveu à François de Quatrebarbes.
Dans les deux dénombrements rendus en 1751 et 1768, au comté de Laval, par Henry-Augustin Guillaud de la Motte et Jacques-Charles de Croixmare, Charlotte de Sévigné, épouse de messire Toussaint Le Bihan, continue à figurer comme vassale pour son domaine et fief de Vauberger, son domaine et hébergement de la Turpinière, son lieu du Boullay et partie de celui de la Dorbellière.
Très âgée à cette époque, comme on peut le croire, elle était morte, en tous cas, en l'année 1774, et avait eu pour héritiers ses petits-fils, Yves-Marie-Guy de Kermanguy, chevalier, seigneur dudit lieu, et François-Marie de Kermenguy, chevalier, seigneur de Rosland, époux, le premier d'Antoinette Le Bihan de Kello, et le second de Michelle-Thérèse Le Forestier.

### Vente
Ceux-ci vendirent alors la terre de Vauberger à plusieurs acquéreurs. L'hébergement et domaine de Vauberger ainsi que la métairie de la Turpinière furent achetés par François Leclerc de la Galorière, « escuier, conseiller, secrétaire du roi, maison, couronne de France près le Parlement de Bretagne » la métairie du Boullay et la closerie de la Dorbellière, par Ambroise-René Hoisnard, avocat, et Marguerite-Marie Duchemin de la Maisonneuve, son épouse enfin la métairie de la Chesnaye, avec les fiefs et seigneurie de Vauberger et de la Chesnaye, par Jacques-Charles de Croixmare, qui les réunit et consolida à la châtellenie de Saint-Denis-du-Maine.
Ainsi, à partir de cette époque et jusqu'à la fin du régime féodal, le fief de Vauberger, détaché du domaine du même nom, va appartenir aux seigneurs du Coudray. Quant au manoir et à la terre de Vauberger, devenus, propriété de François Le Clerc de la Galorière, ils devaient passer ensuite et successivement, par alliance, aux familles Gautier de la Villaudrais et de Bailly. Au début du XXe siècle, ils appartiennent au comte du Pontavice.

## Le manoir
Le  manoir, conservé en grande partie, existe toujours et sert au XXe siècle de logis au fermier. Remarquable à l'extérieur, du côté de la cour, par d'antiques fenêtres à meneaux et à croisillons, il paraît remonter à la fin du XVe siècle ou au commencement du XVIe siècle. Il a donc été construit par les Ferrand. À l'intérieur, on y trouve de vastes salles pourvues de belles cheminées de l'époque, et les portes qui, de la tour de l'escalier donnent accès dans ces diverses salles, ont bien l'empreinte du style alors en honneur.
On constate du reste que, depuis l'aveu de 1721, une partie du manoir, celle qui était attenante à la chapelle, a été démolie. Cette chapelle,  en ruines au XXe siècle et à demi-couverte de lierres, attire l'attention du visiteur par son aspect étrange on devait y monter par un escalier, car la partie située au niveau du sol était évidemment une crypte, et c'est à l'étage supérieur que devait
se célébrer le service divin. Ce curieux édifice est probablement ce qui reste de la chapelle construite au XIVe siècle par Jehan de Grazay.

## Sources
- Bulletin de la Commission historique et archéologique de la Mayenne, 1903
- « Manoir du Vauberger », dans Alphonse-Victor Angot et Ferdinand Gaugain, Dictionnaire historique, topographique et biographique de la Mayenne, Laval, A. Goupil, 1900-1910 [détail des éditions] (BNF 34106789, présentation en ligne)